# Ischia (Italia)
Ischia è un comune italiano di 19 469 abitanti della città metropolitana di Napoli, sito nell'omonima isola in Campania.

## Geografia fisica

### Territorio
Situato nell'omonima isola, appartenente al gruppo delle isole Flegree, ne occupa la parte orientale, confinando a ovest con Casamicciola Terme e Barano d'Ischia.

## Origini del nome
Il nome Ischia deriverebbe da Insula Maior tradotto poi in Iscla da cui l'odierno Ischia. Il comune ha un principale abitato suddiviso in due nuclei, il capoluogo, denominato ufficialmente solo "Ischia", ma comunemente noto come "Ischia Porto", e la zona di "Ischia Ponte", che prende il nome dal ponte di legno (poi diventato in muratura) che, fino al settecento, collegava il castello aragonese con il borgo. Secondo altri studiosi invece il nome deriverebbe dall'aggettivo greco “(v)ixos” (appiccicoso) con la consueta caduta della “v” iniziale. Inoltre ischys, ισχύς, in greco significa forte, fertile, ovvio riferimento alla natura vulcanica.

## Storia

### Antichità
[Informazione Mancante]
Coloni greco-romani arrivano sull'isola.

### Età Napoleonica.
1799: Rivoluzione Napoletana, vengono deposti i reali situati sull'isola. Il Palazzo Reale viene occupato e ritrasformato per uso comune.

### Seconda Guerra Mondiale
Dal 1938 al 1945 al comune di Ischia furono aggregati gli altri comuni dell'isola, formando un'unica entità amministrativa dell'isola d'Ischia.

### Simboli
Lo stemma della Città di Ischia è stato concesso con decreto del presidente della Repubblica del 18 gennaio 2006.
Il gonfalone è un drappo di giallo con la bordatura di azzurro.

## Monumenti e luoghi d'interesse

### Architetture religiose
- Cattedrale di Santa Maria Assunta. Fu costruita da Pietro Cossa, duca di Bellante, nel 1390, rinnovata dagli Agostiniani, che la tennero dal 1596 al 1613, divenne cattedrale nel 1810. Al suo interno, il fonte battesimale con colonne e statue proviene dalla tomba di Giovanni Cossa nella vicina cattedrale del Castello Aragonese. Sempre dal Castello Aragonese di Ischia fu portato nel 1811 un crocefisso ligneo del XIII secolo e il reliquiario del braccio di sant'Andrea con lo stemma dei Cossa.
- Chiesa di Santa Maria di Portosalvo, inaugurata nel 1857 per volontà di Ferdinando II delle Due Sicilie, che si apre col suo peristilio ionico sul porto.
- Chiesa di san Pietro o di Santa Maria delle Grazie, che si affaccia sulla strada per il Castello Aragonese e fu eretta nel 1781. La chiesa fu teatro di una triste esecuzione. Il 19 luglio del 1799, Pasquale Battistessa nobile napoletano, fu condannato insieme ad altri insorti dal giudice Speciale all'impiccagione per aver partecipato ai moti della Repubblica Napoletana. I cadaveri furono portati in una delle stanze adiacenti alla chiesa di san Pietro. Battistessa, che era stato creduto morto, si riebbe e si trascinò sui gradini dell'altare maggiore, ma su ordine dello stesso giudice fu lì sgozzato. Le sue ceneri riposano ora nella fossa della chiesa.
- Chiesa ed il convento di Sant'Antonio, eretti nel 1740, su primitive costruzioni del 1225 distrutte dalla colata dell'Arso. Custodisce il corpo di San Giovan Giuseppe della Croce
- Collegiata dello Spirito Santo eretta dai pescatori nel 1652, che sorge nell'antico Borgo di celso (oggi Ischia ponte)
- chiesa di Santa Maria di Costantinopoli, anch'essa sita nell'antico Borgo di celso eretta nel 1613, in cui si tenevano le tornate consiliari.
- Chiesa di sant'Anna, eretta da Bernardino Galatola nel 1498.
- Chiesa di san Domenico, sita sull'omonima collina nel luogo ove nel 1580 sorgeva un ospizio di frati domenicani.
- Chiesa dell'Annunziata, in località "Campagnano", costruita nel 1602.
- Chiesa di san Ciro, che si trova nell'abitato omonimo e che fu ricostruita nel 1926 sul vecchio edificio risalente al 1893
- Chiesa di Sant'Antonio Abate, nell'omonima frazione, risalente al XVII secolo
- Edicola votiva dedicata alla Vergine del Terzito, eretta da Gaetano Sanfilippo, di Lipari che con i suoi fratelli introdusse sull'isola la solforazione delle viti attaccate dalla crittogama.

### Architetture civili
- Castello Aragonese, ormai simbolo dell'isola, è sito nel centro storico, detto "Ischia ponte" .
- Stabilimento Balneo-Termale Militare, l'ex Palazzo Reale di Ischia, non lontano dalla chiesa di "Portosalvo"
- Biblioteca Antoniana, sita a fianco della chiesa di Sant'Antonio
- Torre di Guevara o Torre di sant'Anna (o di Michelangelo), sita nella zona di Cartaromana; secondo la tradizione popolare, la torre sarebbe stata disegnata dall'artista fiorentino). Fu eretta nella prima metà del Cinquecento da Giovanni de Guevara, duca di Bovino. A fianco il duca vi costruì un Ninfaio
- Fontana di Restituta di Bulgaro, nel Ninfaio a fianco della Torre di Guevara, che ispirò il Boccaccio nella sesta novella del quinto giorno del Decameron.
- Acquedotto, fatto erigere nel 1637 da Girolamo Rocca, vescovo di Ischia.
- Porto di Ischia, che era originariamente un piccolo lago detto Pantaniello che accoglieva al suo interno anche un piccolo isolotto, il Tondo, su cui i Basiliani eressero una cappella a San Nicola. Il laghetto era profondo poco più di due metri e vi si pescavano pesci pregiati. Nel 1670, per eliminare il cattivo odore, si aprì una piccola bocca. La trasformazione del laghetto in porto però si deve alla volontà del Re Ferdinando II delle Due Sicilie. Una lapide posta all'ingresso del porto ricorda l'inaugurazione del porto da parte del sovrano avvenuta nel settembre del 1854.

## Società

### Evoluzione demografica
Il comune d'Ischia è il più popolato dell'isola verde, avendo conosciuto un'evoluzione demografica di circa il 219% dal 1861 ad oggi. Ischia è da sempre il comune più abitato dell'isola, a parte una breve parentesi tra il 1881 e gli anni '20 del Novecento, quando il primato era detenuto da Forio.
Abitanti censiti

### Etnie e minoranze straniere
Secondo i dati ISTAT al 31 dicembre 2018 i cittadini stranieri residenti a Ischia erano 1 160, corrispondenti al 5,7% della popolazione. Le nazionalità maggiormente rappresentate erano:
1. Romania 290 1,4%
2. Repubblica Dominicana 249 1,2%
3. Ucraina 229 1,1%
4. Albania 90 0,4%
5. Polonia 63 0,3%
6. Germania 46 0,2%
7. Tunisia 30 0,1%

### Feste ed eventi
- Luglio: Ischia Film Festival, Borsa Internazionale delle Location e del Cineturismo, Festa a Mare agli Scogli di Sant'Anna, Premio Ischia Internazionale di Giornalismo
- Agosto: sfilata del costume storico di Sant'Alessandro[10]
- Settembre: Settembre sul Sagrato[11]
- Ischia è stata teatro della prima finale del concorso di bellezza Miss Italia curata da Enzo Mirigliani nel 1959; vincitrice di quell'edizione fu Marisa Jossa (Napoli, 1938).

## Geografia antropica

### Località
Altre località comprese nel comune di Ischia sono:

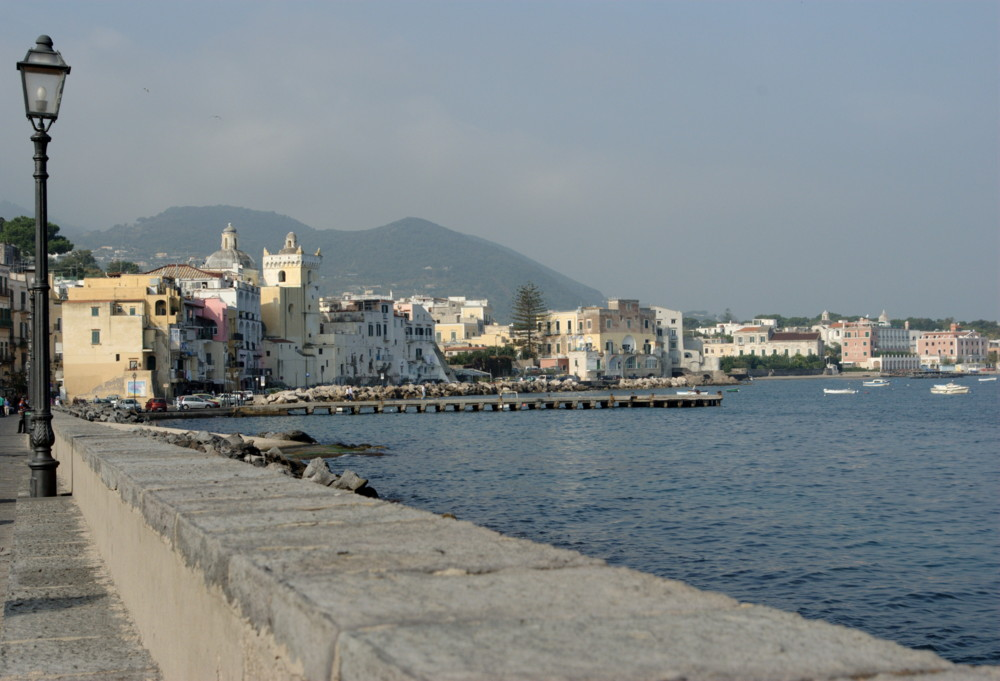
Ischia Ponte vista dal Castello Aragonese

- Ischia Ponte
- Ischia Porto
- Campagnano
- Cartaromana
- Cretaio
- San Domenico
- San Michele
- Sant'Antuono
- San Ciro
- Fiaiano
- Fondobosso
- La Quercia
- Pilastri
- Rione Pontano
- Rione Fasolara

## Economia

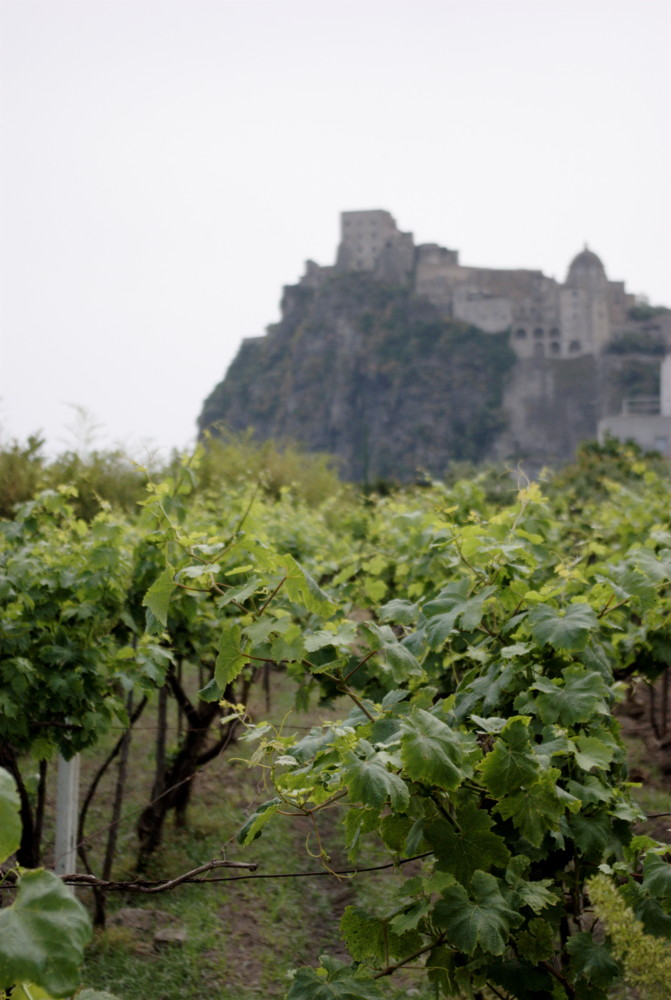
Un vigneto a Ischia Ponte. L'isola produce vini, ad esempio l'Epomeo di Ischia IGT

Ischia è il comune con maggiore popolazione dell'isola, con numerosi alberghi di ogni categoria e un intenso movimento turistico. Possiede una sua area commerciale che si estende tra via Roma e il corso Vittoria Colonna, mentre le attrazioni di tipo propriamente turistico si concentrano nella cosiddetta "rive droite" (la riva destra del porto).

## Infrastrutture e trasporti
Dal 1957 all'inizio degli anni 1970 è stata attiva la funivia del Montagnone.

## Amministrazione
Di seguito è presentata una tabella relativa alle amministrazioni che si sono succedute in questo comune.
| Periodo           | Periodo           | Primo cittadino            | Partito              | Carica              | Note   |
| ----------------- | ----------------- | -------------------------- | -------------------- | ------------------- | ------ |
| 4 giugno 1988     | 19 luglio 1990    | Giovangiuseppe Balestrieri | Democrazia Cristiana | Sindaco             | [ 12 ] |
| 19 luglio 1990    | 22 settembre 1993 | Giovanni Sorrentino        | Democrazia Cristiana | Sindaco             | [ 12 ] |
| 22 settembre 1993 | 28 giugno 1994    | Antonio Atonna             |                      | Comm. straordinario | [ 12 ] |
| 28 giugno 1994    | 22 aprile 1998    | Giovanni Buono             | Forza Italia         | Sindaco             | [ 12 ] |
| 22 aprile 1998    | 8 giugno 1998     | Luigi Armogida             |                      | Sindaco             | [ 12 ] |
| 8 giugno 1998     | 18 maggio 2001    | Luigi Telese               | Centro-sinistra      | Sindaco             | [ 12 ] |
| 18 maggio 2001    | 10 giugno 2002    | Maria Elena Stasi          |                      | Comm. straordinario | [ 12 ] |
| 10 giugno 2002    | 31 luglio 2006    | Giuseppe Brandi            | Centro-destra        | Sindaco             | [ 12 ] |
| 8 settembre 2006  | 29 maggio 2007    | Fiamma Spena               |                      | Comm. straordinario | [ 12 ] |
| 29 maggio 2007    | 31 maggio 2012    | Giuseppe Ferrandino        | Centro-sinistra      | Sindaco             | [ 12 ] |
| 16 maggio 2012    | 11 giugno 2017    | Giuseppe Ferrandino        | Liste civiche        | Sindaco             | [ 12 ] |
| 11 giugno 2017    | in carica         | Vincenzo Ferrandino        | Liste civiche        | Sindaco             | [ 12 ] |

### Gemellaggi
- San Pedro, dal 2006
- Marino
- San Francisco, dal 2006
- Los Angeles, dal 2006
- Brusson
- Bari
- Mar del Plata
- Castel San Giorgio
- Leni
- Ponza, dal 2017[13]
- Trani, dal 2004

## Sport
Ha sede nel comune la società di Ischia Calcio, che ha disputato anche campionati professionistici nazionali.
La pallavolo è rappresentata dalla Pallavolo Isolana, squadra femminile nata dalla fusione di due società isolane, APD Libertas Phoros Forio ed A.S. Ischia Pallavolo: nel 2007-2008 ha militato in Serie C.
La società di pallanuoto Ischia Marin Club, milita nel campionato nazionale di pallanuoto maschile di Serie A2 di pallanuoto maschile.
Si sono svolte a Ischia l'ottava tappa del Giro d'Italia 1959, cronometro individuale, e la seconda tappa del Giro d'Italia 2013, cronometro a squadre, da Ischia Porto a Forio.

### Impianti sportivi
Hanno sede nel comune lo Stadio Vincenzo Mazzella, lo Stadio Vincenzo Rispoli e il Palasport Federica Taglialatela.